# Cooköarna i olympiska sommarspelen 2016
Cooköarna deltog med nio deltagare vid de olympiska sommarspelen 2016 i Rio de Janeiro. Ingen av landets deltagare erövrade någon medalj.

## Friidrott
Förkortningar
- Notera– Placeringar avser endast det specifika heatet.
- Q = Tog sig vidare till nästa omgång
- q = Tog sig vidare till nästa omgång som den snabbaste förloraren eller, i fältgrenarna, genom placering utan att nå kvalgränsen
- NR = Nationellt rekord
- N/A = Omgången fanns inte i grenen
- Bye = Idrottaren behövde inte tävla i omgången

Bana och väg
| Idrottare     | Gren                | Heat     | Heat      | Kvartsfinal | Kvartsfinal | Semifinal        | Semifinal        | Final            | Final            |
| Idrottare     | Gren                | Resultat | Placering | Resultat    | Placering   | Resultat         | Placering        | Resultat         | Placering        |
| ------------- | ------------------- | -------- | --------- | ----------- | ----------- | ---------------- | ---------------- | ---------------- | ---------------- |
| Alex Beddoes  | Herrarnas 800 meter | 1:52,76  | 9         | i.u.        | i.u.        | Gick inte vidare | Gick inte vidare | Gick inte vidare | Gick inte vidare |
| Patricia Taea | Damernas 100 meter  | 12,30    | 2 Q       | 12,41       | 8           | Gick inte vidare | Gick inte vidare | Gick inte vidare | Gick inte vidare |

## Kanotsport

### Slalom
| Kanotist        | Gren          | Kval   | Kval      | Kval   | Kval      | Kval   | Kval      | Semifinal        | Semifinal        | Final            | Final            |
| Kanotist        | Gren          | Åk 1   | Placering | Åk 2   | Placering | Bästa  | Placering | Tid              | Placering        | Tid              | Placering        |
| --------------- | ------------- | ------ | --------- | ------ | --------- | ------ | --------- | ---------------- | ---------------- | ---------------- | ---------------- |
| Bryden Nicholas | Herrarnas K-1 | 105,18 | 18        | 125,64 | 20        | 105,18 | 21        | Gick inte vidare | Gick inte vidare | Gick inte vidare | Gick inte vidare |
| Ella Nicholas   | Damernas K-1  | 119,69 | 17        | 316,72 | 21        | 119,69 | 18        | Gick inte vidare | Gick inte vidare | Gick inte vidare | Gick inte vidare |

## Segling
| Seglare       | Gren                  | Lopp | Lopp | Lopp | Lopp | Lopp | Lopp | Lopp | Lopp | Lopp | Lopp | Lopp | Nettopoäng | Finalplacering |
| Seglare       | Gren                  | 1    | 2    | 3    | 4    | 5    | 6    | 7    | 8    | 9    | 10   | M*   | Nettopoäng | Finalplacering |
| ------------- | --------------------- | ---- | ---- | ---- | ---- | ---- | ---- | ---- | ---- | ---- | ---- | ---- | ---------- | -------------- |
| Taua Henry    | Herrarnas laser       | 40   | 39   | 43   | 34   | 37   | 40   | 45   | BFD  | 44   | 41   | EL   | 362        | 46             |
| Teau McKenzie | Damernas laser radial | 30   | 36   | 35   | 37   | 34   | 32   | 33   | 35   | 34   | 35   | EL   | 303        | 35             |